# 白俄罗斯银行储蓄银行公开股份公司
白俄罗斯银行储蓄银行公开股份公司，简称白俄罗斯银行，為白俄罗斯国内最大的銀行，该銀行的资本、资产、信贷、存款水平在白俄羅斯銀行系统中均处于领先地位。

## 历史沿革
1922年至1987年，蘇聯國營勞工儲蓄所業務於白俄羅斯運營。1987年，蘇聯儲蓄銀行白俄羅斯共和國分行於1987年成立。经营4年后，于1991年重组为白俄罗斯储蓄银行。1995年，白俄罗斯共和国总统颁布命令，將白俄罗斯储蓄银行与白俄罗斯商业股份银行進行合并，成立了白俄羅斯銀行儲蓄銀行公開股份公司。
1996年，白俄罗斯银行收購了白俄罗斯通讯银行（Белсвязьбанк）和白俄罗斯铁路银行（Белжелдорбанк），並引入“银行客户”系统。此时，白俄罗斯银行已成为欧洲国际支付组织会员，并在俄罗斯（莫斯科）和波兰华沙分别开设了代表处。
2000年，白俄罗斯银行成为VISA国际组织的正式会员。
2003年，白俄罗斯银行在德国（美茵河畔法兰克福）开设代表处。
2005年，白俄罗斯银行并购明斯克综合银行（MinskComplexBank）。
2007年6月，白俄罗斯银行在北京成立代表处，成为了白俄罗斯本国首家在京开设代表处的银行。一年后白俄罗斯银行开通了人民币兑换业务。
截止2009年底，白俄罗斯银行共发行了490万张银行卡。
2010年9月，白俄罗斯银行与法国和比利时的银行签署本国银行史上首个三方框架协议。与30多个国家的银行建立合作关系，其中主要包括德国，瑞士，中国，波兰和土耳其的银行机构。
2010年12月，白俄罗斯银行吸引到白俄罗斯银行业史上最大银团贷款，金额达1.45亿美元。
2012年5月，白俄罗斯银行成为世界储蓄与零售银行协会(WSBI)正式成员和上海合作组织银联体成员行。同年，白俄罗斯银行成为了白俄罗斯本国第一家获得非接触式支付卡（Visa payWave）许可证的银行。
2013年8月16日，白俄罗斯银行签署成立封闭式股份公司《白卡》协议。该股份公司的创始方包括银行算清中心、白俄罗斯银行、白俄罗斯农业银行和白俄罗斯投资银行。
2015年，白俄罗斯银行吸引到2.03亿欧元银团贷款，刷新了本国银行史纪录。
2016年，关闭驻华沙代表处，
2018年，关闭驻莫斯科代表处。

## 所有制和高管
白俄罗斯银行为白俄罗斯国家控股，白俄罗斯共和国国家财产委员会是白俄罗斯银行的第一大股东，股权比例为98.76％ ，并拥有1.19％的间接控股权。其他自然人控股比例为0.0152％。

### 监事会
监事会负责协调银行职能，现任会长为 Alexander Turchin

### 历任董事长
- 弗拉基米尔 希利科(1993 — 1995)
- 塔马拉 温尼科娃(1995 — 1996)
- 娜杰日达 叶尔马科娃(1996 — 2011)
- 谢尔盖 皮萨利克(2011 — 2016)
- 维克托 阿纳尼奇( 2017 年起-至今)[7]

## 经营活动
白俄罗斯银行是一家综合性银行，从事各项个人和公司业务，并提供投融资服务。截止2018年8月，白俄罗斯银行公司客户超过8万户，其中包括白俄罗斯石油公司，白俄罗斯天然气运输公司、欧洲贸易有限公司。
按分行覆盖规模，白俄罗斯银行为本国银行业十大银行之首。截止2018年，该行的分支机构主要 包括：
- 6家州级管理分行(设立于明斯克)，
- 21家分行，
- 103个银行服务中心，
- 1433家支行，
- 138个储蓄所。[10]

白俄罗斯银行分别在北京和美茵河畔法兰克福设有代表处。
由白俄罗斯银行控股的机构主要包括[15]：
- “租赁”有限公司 (99.99%)
- 卫星疗养院(100%)
- 阳光疗养院(100%)
- “咨询”有限公司(100%)
- 单一制企业《白俄罗斯银行经纪人》（企业创始方为《租赁有限公司》）[12]

## 经营情况
2018年，白俄罗斯银行资产为270.3亿白俄罗斯卢布，在白俄罗斯银行业排名第一。截止2017年底，银行净利润为1.72亿白俄罗斯卢布，较同期增长1700万白俄罗斯卢布，增幅11%；利润率6.7%。2017年CIR模式运营成本与净营业收入比为42.4％，该项指标在白俄罗斯十大银行中最优；
2017年白俄罗斯银行负债为286.58亿白俄罗斯卢布，同比降低了1.5%。银行信贷业务为178.62亿卢布，占总资产62.3%。
截止到2016年1月1日白俄罗斯的总资产占白俄罗斯银行业41.2%，个人存款占市场45%，居民信贷业务占总额72%。
白俄罗斯银行从外国银行和金融公司拆借信贷额为18亿美元。 公司客户存款量为79万亿白俄罗斯卢布（约38.9亿欧元）。个人存款为95万亿白俄罗斯卢布（约46.8亿欧元）。
按国际专业金融杂志《银行家》公布的全球银行1000强排名，白俄罗斯银行占420位，2015年按一级资本计算，白俄罗斯银行在中东欧国家25强银行中名列第10位。

## 评级机构评估
Fitch Ratings 惠誉评级（2018年）
- 短期外币：B
- 长期外币：B
- 长期展望：稳定
- 评级支持：4

Standard & Poor's 标准普尔 (2018年4月)
- 短期外币：B
- 长期外币：B
- 展望：稳定[15]

## 三星智付和白俄罗斯银行支付
2018年3月1日，白俄罗斯银行开办手机支付服务，通过万事达支付系统为本行Mastercard 或 Maestro持卡客户提供无接触的手机支付。
白俄罗斯银行支付服务是在HCE (Host Card Emulation)技术基础上研发的，通过使用手机（支持NFC（近场通讯Near Field Сommunication）技术和安卓系统操作系统4.4及更高版本）和透支应用程序进行虚拟银行支付卡，在购买和享受服务时，无需付费即可通过手机支付到非接触式支付终端。
同年7月5日，白俄罗斯银行与三星电子公司（Samsung Electronics）和万事达国际支付系统共同为客户实现了三星智付（Samsung Pay）服务。可以为持有白俄罗斯银行万事达借记卡的客户提供免费服务。在购买过程中无需联网，使用三星智付比传统银行卡支付更快捷。
後來在2021年8月30日，白俄羅斯銀行在官方網站上宣布，自9月1日起開始停止支援白俄羅斯銀行支付。

## 抵押借款机构
2018年2月白俄罗斯银行成为了首个在国内开设抵押贷款业务的银行，可以为客户提供不动产贷款业务的全套服务，如建设和购买住房、在二手房市场购买住房、办理房屋贷款，并可以提供可选用的住宅方案，进行买卖交易或与开发商签署服在分权建设合同，选择抵押贷款和不动产所有权的注册登记，等等。

## 慈善项目
白俄罗斯银行将本行定位于社会责任品牌。银行的慈善事业有五个方面：
- 《父母之家》- 为养育孤儿家庭和提供寄宿儿童的家庭建设住房
- 《慈善事业》- 银行对保健机构，社会保障事业，居民所需的公共团体提供援助
- 《未来之桥》-对教育机构提供援助 ，支付儿童发展事业
- 《共赢！》-支持高成果的体育事业，文化和健康生活
- 《灵感空间》-支持文化、艺术组织[20]

## 奖项
2006, 2010, 2013年 — 白俄罗斯银行荣获《银行家》杂志“白俄罗斯《银行年度》奖”。
2008—2015年 — 白俄罗斯银行在国际大赛委员会《年度评选》中荣获白俄罗斯“第一银行”称号。 
2009年 — 在客户服务质量方面，白俄罗斯银行荣获《西联汇款》授予的“全球最佳银行”称号。
2009, 2010, 2013, 2015 年 — 《环球金融》杂志授予白俄罗斯银行“白俄罗斯共和国最佳银行”称号。
2009至2012、2015年 — 白俄罗斯银行荣获金融杂志 «EMEA finance»评选的“中东欧和独联体国家最佳商业和投资银行”、“白俄罗斯共和国最佳银行”、“最佳投资银行”、“最佳经纪人”奖项。
2010年 — 国际权威性经济杂志《欧洲货币》«Euromoney», 《新欧洲商业》«Business New Europe» 授予白俄罗斯银行“国家最佳银行”称号。
白俄罗斯银行在办理国际银行汇款业务的优质服务方面荣获的奖项有：
2012年 — 在办理国际银行汇款SWIFT格式的优质服务方面，白俄罗斯银行获得渣打银行荣誉证书；在办理美元汇款业务方面，“德意志”银行颁发的《美元清算直通率卓越奖》证书；
2013年 — 白俄罗斯银行在办理银行汇款业务上荣获渣打银行（美国，纽约）《美元清算成就奖》证书；获得德国商业银行（Commerzbank AG）（德国）«2013 清算直通率卓越奖» (优质办理往账办理支付业务) ；
2010年 — 2014年 白俄罗斯银行获得奥地利奥合国际银行(奥地利)《直通式处理》奖 (欧元汇款业务)；获得德意志银行美国信托公司奖项。
2011年 —《贸易金融》国际出版物确认了2010年白俄罗斯项目,白俄罗斯铁路公司与Stadler Bussnang AG（瑞士）间融资合同。
2012年 — 2013年—白俄罗斯银行获得VISA国际支付系统“优质服务奖”、“最少欺诈业务”提名奖。
2014年 — 2015年—白俄罗斯银行获得德国商业银行（Commerzbank AG）颁发的奖项；«Cbonds»代理机构授予“白俄罗斯最佳投资银行”奖。
2014年 — 权威性金融分析网站«Infobank.by»在大众评级中授予白俄罗斯银行“2014年最具影响力银行”专项奖。
2015年 — 白俄罗斯银行获得中东欧银行业协会（BACEE）颁发的“发展国际银行合作”奖。